# Владимирский храм (утраченный, Тверь)
Церковь Владимирской Иконы Божией Матери — уничтоженный в советское время православный храм, располагавшийся в историческом центре Твери.
Находился на пересечении Советской улицы и Студенческого переулка (в настоящее время — гостиница «Селигер»). Студенческий переулок до революции назывался Пятницким и Владимирским.
Первый каменный храм на этом месте появился ещё в XVII веке, но был освящён в честь Иоакима и Анны.
По документам начала XVIII века рядом отмечались два храма: во имя Иоакима и Анны и Владимирский.
Во время пожара 1725 года Владимирская церковь сгорела, а храм Иоакима и Анны получил повреждения. После ремонта 1747—1750 годов каменный храм был переосвящён в честь Владимирской иконы Божией Матери, в нём был устроен придел Иоакима и Анны. Владимирский храм сильно пострадал при пожаре 1763 года, и только в 1768 году его полностью возобновили.
В начале 1790-х годов старую церковь решили заменить новым зданием. Строительство началось в 1793 году, в 1806 году состоялось освящение нового Владимирского храма с приделами в честь Георгия Победоносца и святой Параскевы Пятницы. В 1811 году, при Петре Георге Ольденбургском вокруг храма была построена каменная ограда. В 1861 году во Владимирской церкви был устроен придел в честь Александра Невского, созданный на средства купца А. П. Уткина в память об отмене крепостного права.
В 1930-е годы храм был взорван советскими властями, в настоящее время на его месте находится гостиница «Селигер».